# Carl Gustaf Boulogner
Carl Gustaf Boulogner, född 1 juni 1918 i Göteborg, död 23 november 2002 i Hässelby församling, Stockholm, var en svensk inredningsarkitekt. Han var far till Kerstin Boulogner.
Boulogner, som var son till trädgårdsmästare Carl Johan Boulogner och Alfhild Carlsson, utgick från Göteborgs kommunala mellanskola 1936, studerade vid Slöjdföreningens skola i Göteborg 1937-1941, vid Nääs slöjdlärarseminarium 1943, var elev hos professor Carl Malmsten 1943–1948, butikskonsulent och inredningsarkitekt hos Sveriges möbelhandlares centralförbund 1948–1960 och konsulterande inredningsarkitekt från 1961. Han var lärare i miljöfrågor vid fackkurser på Köpmannainstitutet i Stockholm 1948–1962, i färgfrågor vid fackskolor i Oslo 1960–1964, i Ljubljana 1961–1964 samt vid Färgskolan i Stockholm. Han formgav furumöbler i svensk allmogestil och bäddsoffor för Petterssons i Storvreta. Han skapade även kyrkoinredningar, bland annat i Sälens fjällkyrka.